# Сливиньска, Анна
Анна Эльжбета Сливиньска (пол. Anna Elżbieta Śliwińska) из рода Решки (12 марта 1956, Сосновец — 9 марта 2015, Сосновец, Силезское воеводство) — польский фармацевт и общественный деятель, депутат Сейма VI созыва. 

## Биография
Дочь Ежи и Пелагеи. Выпускница Второй средней школы им. Эмилии Плятер в Сосновце и факультета фармацевтики в Силезском медицинском университете. По профессии она была фармацевтом, владелицей и управляющей аптеки. Участвовала в деятельности профессионального самоуправления (в том числе в качестве вице-президента Катовицкой окружной фармацевтической палаты) и хозяйственного самоуправления. Она участвовала в организации социальных кампаний («Фармацевты — детям» и «Фармацевты — пациентам: лечение может быть дешевле»).
Она безуспешно баллотировалась в качестве беспартийного кандидата по списку «Гражданской платформы» на выборах в Сейм в 2007 году, заняв первое немандатное место в округе Сосновец. После гибели Гжегожа Дольняка в результате крушения польского самолета Ту-154 под Смоленском ей было поручено взять на себя его обязанности, на что она согласилась. Она приняла парламентскую присягу 19 мая 2010 года. На выборах 2011 года Сливиньска баллотировалась, однако переизбраться на новый срок ей не удалось.
В 2007 году Анна получила Серебряный крест «За заслуги».
Похоронена на приходском кладбище в Сосновце.